# Gustave Boulanger
Gustave Rodolphe Clarence Boulanger (París, 1824 – 1888), fou un pintor acadèmic i orientalista francès.
Gustave Boulanger, d'ascendència criolla (creole) per part dels seus pares, va quedar orfe als catorze anys. Va ser deixeble de Pierre Jules Jollivet (1754-1871) i de Paul Delaroche a l'Escola de Belles Arts el 1846. El 1849 va ser guardonat amb el Premi de Roma per la seva obra Ulisses reconegut per la seva dida Euriclea. Es va convertir en membre de l'Acadèmia de Belles Arts l'any 1882 i va ser professor de l'Acadèmia Julian. Va realitzar nombrosos encàrrecs oficials de decoració, entre els quals en destaquen el saló de la dansa (foyer de la danse) per a l'Òpera de París, part del decorat de l'Òpera de Montecarlo i el recinte municipal del XIII Districte de París.

## Obres
- Ulisses reconegut per Euriclea, la seva dida, 1849
- Assaig a la casa del tràgic poeta, 1855
- Cèsar arriba al Rubicó, 1857

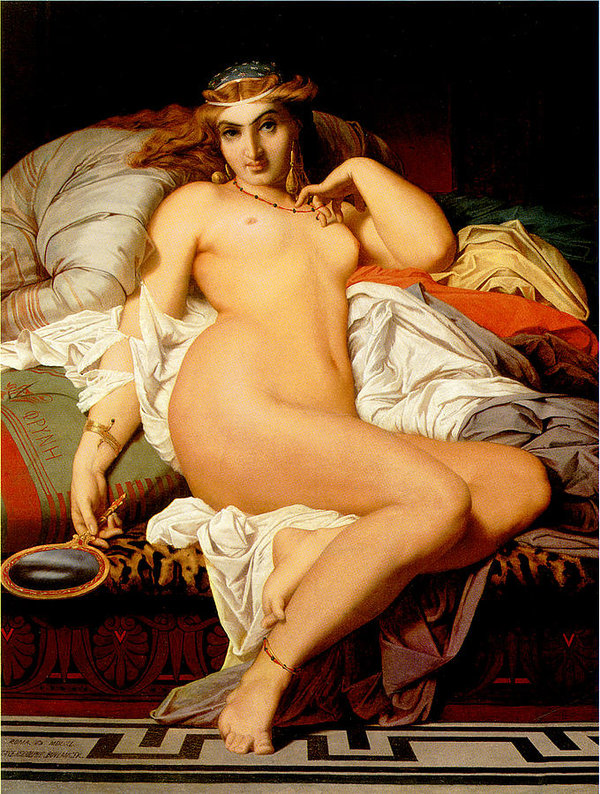
Phryne (1850), Museu Van Gogh
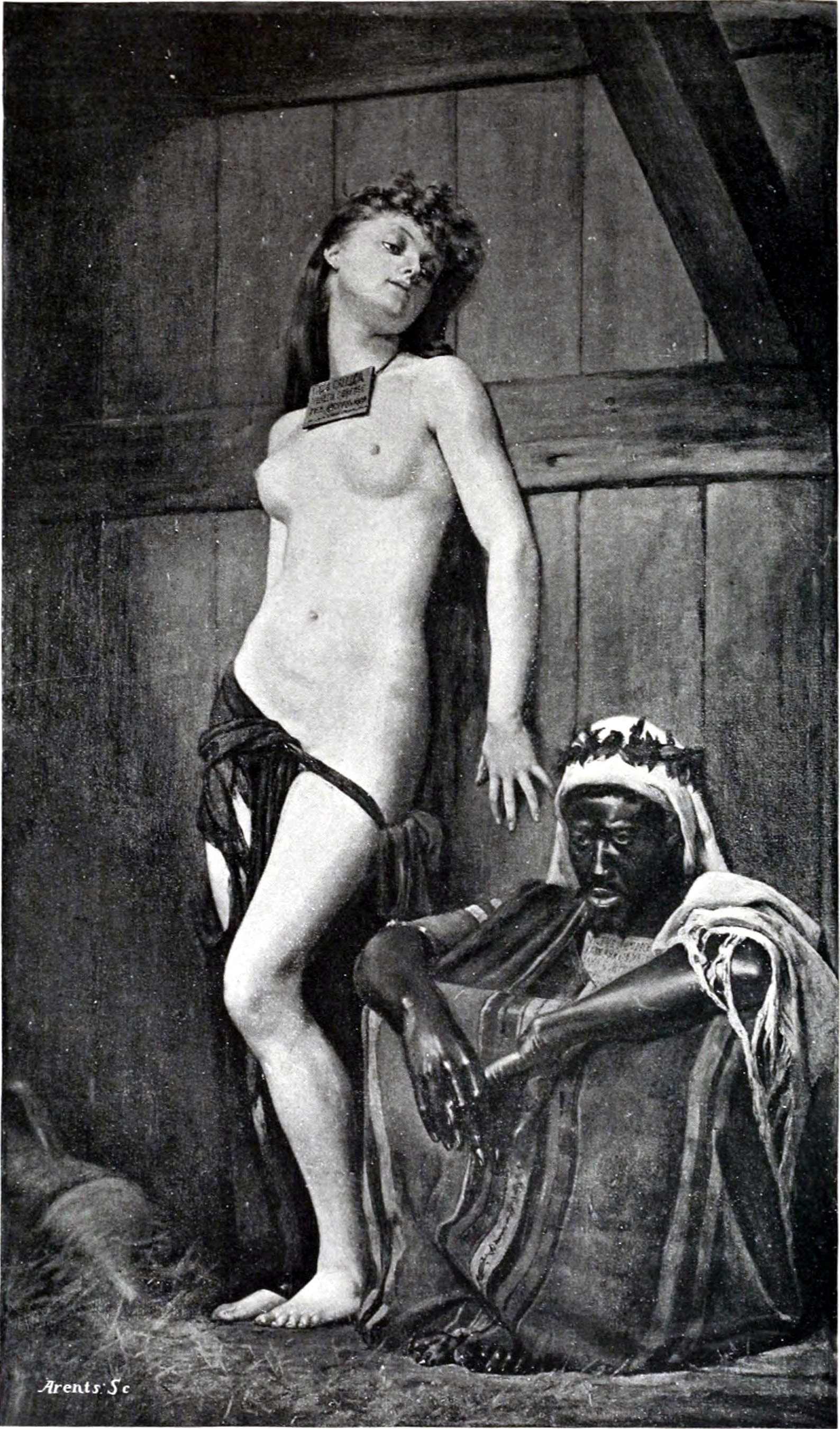
Esclaus en Venda, Saló de París de 1888
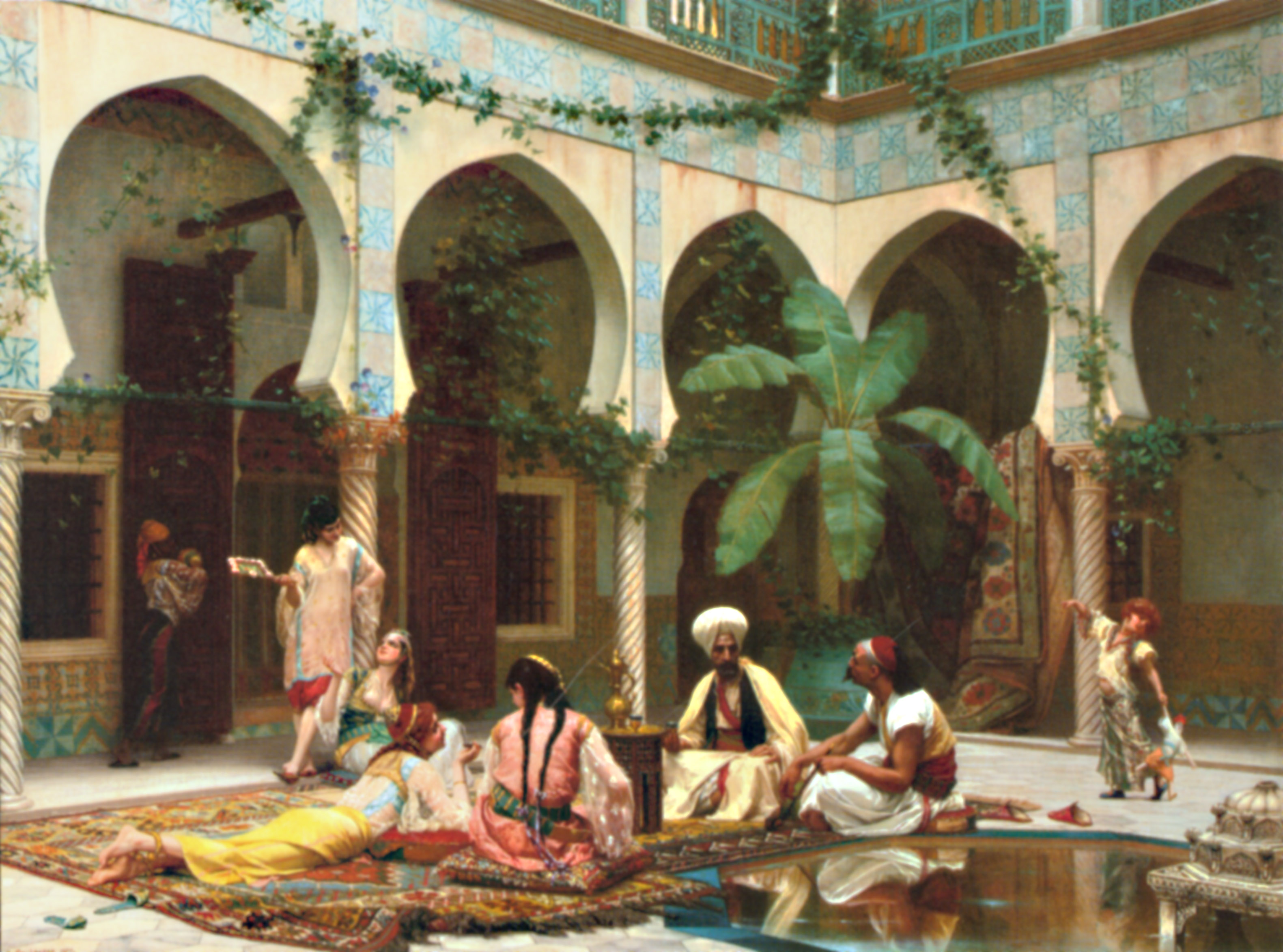
L'harem del palau